# 王年一
王年一（1932年—2007年9月13日），文革史专家。

## 生平
1932年生于江苏扬州，1949年参军，1950年加入中国共产党。1960年大学毕业后任中国人民解放军国防大学中共党史教员。1979年始从事文化大革命的研究与教学，发表中共党史论文五十多篇，其中一些是文革研究的开山之作。1988年出版《大动乱的年代》，主编《中共党史教学参考资料·文化大革命时期》三部。 1992年患脑中风，2007年9月13日去世。

## 评价
- 何蜀：“他那不倦的探索精神，卓越的史识和高尚的史德，都将永远感召、激励和启发有志于对文革进行研究的人们。”[2]
- 《南方人物周刊》报道：“王年一教授研究那段历史半生，深受国内、国际同行敬重。麦克教授曾邀请他到哈佛讲学，但因为王教授的军人身份，未能成行。”[3]
- 沈迈克：“时至2008年，研究‘文革’的学者们又多了一个理由去铭记9月13日这个特殊的日子。……第一代中国‘文革’研究中的首席学者王年一教授在2007年的这一天去世。”[4]
- 据启之回忆，王年一编了《文革大事记》、《文革第一年》、《文革大辞典》、《文革杂谈》、《文革研究资料》，都无处出版。[5]